# District de Đức Trọng
Đức Trọng est un district rural de la province de Lâm Đồng dans la région des hauts plateaux des montagnes centrales du Vietnam.

## Présentation
Đức Trọng est situé au centre de la province de Lâm Đồng. 
La ville de Liên Nghĩa, la capitale du district, est située à 30 km au sud de Đà Lạt. 
La route nationale 20 et la route nationale 27 traversent le quartier.
Le district a une superficie de 902 km².